# Leben! (Roman)
Leben! (chinesisch 活着, Pinyin Huózhe) ist ein chinesischer Roman von Yu Hua aus dem Jahr 1992. Leben! erzählt rückblickend die Geschichte eines angesehenen chinesischen Mannes, der im Laufe der Geschichte sowohl seinen Reichtum als auch seine Familie verliert. Trotz aller Schicksalsschläge gibt der Protagonist seine Hoffnung auf bessere Zeiten nicht auf. Dieses Motiv bildet zudem den Kern der Handlung. Yu Hua zeichnet dabei ein eindrucksvolles Bild der wechselhaften Verhältnisse im China des 20. Jahrhunderts. Neben anderen bedeutenden Ereignissen werden der Chinesische Bürgerkrieg, der Große Sprung nach vorn und die Kulturrevolution beschrieben.

## Aufbau
Leben! ist in zwei Erzählstränge gegliedert. Zunächst berichtet ein unbekannter Erzähler über seine Reise durch China. Als er Xu Fugui trifft, berichtet dieser aus der Ich-Perspektive über seine Vergangenheit, diese ist in fünf Abschnitte aufgeteilt. Der vorherige Erzähler kommentiert das Ganze nicht. Allerdings gibt es zwischen den einzelnen Etappen in Fuguis Lebensgeschichte immer wieder kurze Unterbrechungen, in denen der eigentliche Erzähler wieder aus der Gegenwart berichtet. Der Roman beginnt und endet in der Gegenwart.

## Handlung

### Gegenwart (Anfang)
Der Roman beginnt mit einem nicht weiter benannten Erzähler, der durch China zieht, um auf dem Land Volkslieder zu sammeln. Dabei begegnen ihm allerhand kuriose Menschen. Letztendlich gewinnt ein alter Mann seine Aufmerksamkeit. Dieser arbeitet allein mit einem Ochsen auf einem Feld, ruft allerdings eine ganze Reihe an Namen, was den Erzähler zunehmend verwirrt. Der Mann stellt sowohl sich als auch den Ochsen als Xu Fugui, der Glückliche und Edle, vor und berichtet daraufhin aus seinem Leben.

### Republik China unter der Guomindang
Xu Fugui führt ein Leben im Wohlstand. Seine Familie besitzt 7 Hektar Land, ein großes Haus und hohes Ansehen innerhalb der Stadtbevölkerung. Zwar wurden bereits weitere 7 Hektar der Familienländereien durch seinen Vater beim Glücksspiel verloren, jedoch kann die Xu-Familie noch immer sorgenlos leben. Sein Vater hofft darauf, dass Fugui der Familie und seinen Ahnen eines Tages Ehre machen wird. Allerdings stellt sich Fugui schnell als herablassender junger Mann heraus, der sich wenig um die familiäre Zukunft und seine Ahnen kümmert.
Verheiratet ist er mit Chen Jiazhen, der Tochter eines reichen Reishändlers. Gemeinsam haben sie bereits eine vierjährige Tochter mit dem Namen Xu Fengxia, zusätzlich ist Jiazhen hochschwanger. Trotzdem hat Fugui nur Hohn und Spott für seine Frau übrig und vertreibt sich seine Zeit lieber mit Glücksspielen im Bordell der Stadt. Dabei verliert er eines Tages auch noch die übrigen 7 Hektar Land seiner Familie an Long’er, der darauf in das Haus der Xus einzieht, sodass die Familie in eine Hütte im angrenzenden Dorf ziehen muss. Fuguis Vater verkraftet den Niedergang seiner Familie nicht und stirbt bereits bevor er die neue Heimat erreicht.
Von seinem Schwiegersohn enttäuscht, verlangt Reishändler Chen die Scheidung und Heimkehr seiner schwangeren Tochter. Diese muss schweren Herzens Ehemann, Tochter und Schwiegermutter zurücklassen, um zu ihrem Vater in die Stadt zu ziehen. Einige Monate später kehrt sie dann aber doch mit ihrem gemeinsamen Sohn, Youqing, zu Fugui zurück.

### Chinesischer Bürgerkrieg
Nachdem seine Mutter ernsthaft krank wird, eilt Fugui mit den letzten Ersparnissen Jiazhens in die Stadt, um einen Arzt zu holen. In der Stadt wird er allerdings von den Guomindang unter Chiang Kai-shek zum Kriegsdienst gezwungen und erlebt damit die Schrecken des Bürgerkriegs. Etliche Männer finden dabei den Tod, wie auch Fuguis Freund Quan. Ein weiterer Freund mit dem Namen Chunsheng verschwindet, als Fugui in Kriegsgefangenschaft gerät.
Nach zwei Jahren kehrt er endlich nach Hause zurück. Augenscheinlich hat sich nichts verändert. Beim Wiedersehen mit seiner Familie muss er jedoch feststellen, dass Fengxia nach einem starken Fieber taubstumm geworden und seine Mutter verstorben ist. Youqing erkennt Fugui nicht als seinen Vater an, da in den ersten Jahren seines Lebens keine Bindung zu diesem aufbauen konnte. Nachdem Long’er enteignet und von der Volksregierung erschossen wird, merkt Jiazhen an, dass es das Schicksal wohl gut mit ihrer Familie gemeint haben muss, immerhin hätten sie als ehemalige Gutsbesitzer an Long’ers Stelle hingerichtet werden können, hätte Fugui seine Ländereien nicht vorher an diesen verloren. Durch die Not finden er und seine Frau endlich zusammen, er lernt, sie zu schätzen und sorgt sich zunehmend um sie.

### Großer Sprung nach vorn
Um das Schulgeld für Youqing bezahlen zu können, geben Fugui und Jiazhen die mittlerweile siebzehnjährige Fengxia an eine andere Familie ab. Die Eltern und vor allem ihr Bruder leiden sehr unter dem Verlust. Aus diesem Grund kehrt Fengxia schon nach kurzer Zeit zu ihrer Familie zurück, welche es nicht über das Herz bringt, die Tochter erneut gehen zu lassen. Zusätzlich geht es Jiazhen zunehmend schlechter, was diese jedoch vor der Familie zu verbergen versucht, da sie keinem zur Last fallen möchte. Auch Fugui hat zunehmende Schuldgefühle, da er seiner aus reichem Hause stammenden Frau kein angemessenes Leben bieten kann.
Die Regierung der neu ausgerufenen Volksrepublik China sammelt im Zuge des großen Sprungs nach vorn sämtliche Töpfe und Metallgegenstände der chinesischen Haushalte ein, um Stahl daraus zu kochen. Alle Bürger werden nun in Volkskantinen versorgt, wo es immer gut und reichlich zu essen gibt. Abwechselnd müssen die Familien nun den Stahlofen bewachen. Als die Xus als erste Familie erfolgreich Stahl kochen, wird Fugui von der Bevölkerung gefeiert. Jiazhens Zustand verschlechtert sich zunehmend, bis ein Arzt schließlich Knochenerweichung bei ihr diagnostiziert. Von da an ist sie fast ausschließlich an ihr Bett gefesselt.
Als die Versorgung der Bevölkerung immer schleppender verläuft, werden die Kantinen geschlossen. Alle Bürger werden nach Arbeitstüchtigkeit eingeteilt, wonach sie Punkte verdienen, durch die sie Lebensmittel erhalten. Zwar erhält Fugui die höchstmögliche Punktzahl, jedoch kann Jiazhen aufgrund ihrer unheilbaren Krankheit kaum zur Versorgung der Familie beitragen, was sie stark beunruhigt. Einzig und allein Fugui und Fengxia sorgen nun für das Wohl der Familie. Youqing kümmert sich währenddessen liebevoll um sein neues Schaf, schläft kaum und rennt jeden Tag zehn Kilometer zum Unterricht, was ihn bald zum besten Sportler der Schule macht. Aber auch das Schaf muss bald verkauft und geschlachtet werden, da die ausbrechende Hungerkatastrophe und Armut die Xus in den vollständigen Ruin treibt. Jiazhen bestielt bei einem Besuch sogar ihren Vater, um der Familie seit Wochen wieder etwas Reis kochen zu können.
Eines Tages erfahren Youqing und seine Mitschüler, dass die Direktorin ihrer Grundschule und Frau des Kreisvorstehers bei der Geburt ihres Kindes sehr viel Blut verloren hat. Die Schüler werden dazu angehalten, im Krankenhaus Blut zu spenden. Voller Tatendrang und Ehrgefühl machen sich auch Youqing und die anderen Fünftklässler auf den Weg. Im Krankenhaus stellen die Ärzte nur bei Youqing die passende Blutgruppe fest. Stolz lässt er sich das Blut abnehmen, wobei der Arzt jedoch nicht merkt, dass der Junge immer blasser wird. Als Fugui im Krankenhaus erscheint, ist sein Sohn bereits tot. Als er Youqing mitnehmen möchte, trifft er plötzlich auf den Kreisvorsteher, der sich als Chunsheng entpuppt. Dieser beteuert seine Betroffenheit und schuldet Fugui von nun an ein Menschenleben.
Fugui trägt Youqing zurück ins Dorf und begräbt ihn unter Tränen. Als er nach Hause kommt, verschweigt er Jiazhen jedoch die Geschehnisse. Stattdessen behauptet er, ihr Sohn sei in der Schule plötzlich ohnmächtig geworden und seitdem im Krankenhaus. Aus diesem Grund läuft er auch jeden Tag nach der Arbeit auf dem Feld in die Stadt, um seine Frau von dieser Geschichte zu überzeugen. Eines Abends hält Jiazhen ihn jedoch zurück und gibt zu, bereits zu wissen, dass ihr Sohn tot ist. Zusammen besuchen sie das Grab des Jungen, welches sich neben den Gräbern von Fuguis Eltern befindet, und Fugui bereut, Jiazhen nicht vorher eingeweiht und ihr so einen letzten Blick auf ihren Sohn vergönnt zu haben.

### Kulturrevolution I
Nachdem es anfänglich so wirkt, als würde auch Jiazhen nicht mehr lange leben, erholt sich diese überraschenderweise und kann sogar wieder einfache Arbeiten verrichten. Chunsheng, der sich jetzt Jiefang nennt, erscheint, um der ganzen Familie sein Beileid auszusprechen. Er versucht, Fugui Geld zu schenken, aber Jiazhen wird wütend und schickt ihn fort.
Mit Beginn der Kulturrevolution versammeln sich immer häufiger viele Menschen in der Stadt. Fengxia beobachtet das Geschehen mit großem Interesse und scheint besonders von einer Hochzeit sehr angetan zu sein. Sie mischt sich unter die feiernden Gäste und wird direkt für ihr Benehmen verspottet, was sie aufgrund ihrer Taubheit aber nicht hören kann. Fugui greift in den Spott ein und beschließt, einen Mann für Fengxia zu suchen. Nach anfänglichen Schwierigkeiten finden sie Wan Erxi, einen Transportarbeiter aus der Stadt mit schiefem Hals. Dieser bringt bereits beim zweiten Treffen seine Freunde mit und renoviert das marode Dach der Xus. Danach bittet er, Fengxia heiraten zu dürfen. Die Eltern sind sofort begeistert, Erxi scheint Fengxia nicht nur aufrichtig zu lieben, er beschert ihr auch die größte und teuerste Hochzeit der ganzen Stadt, an die sich die Bewohner auch Jahre später noch sehnsüchtig zurückerinnern. Durch dieses Fest verschuldet Erxi sich sogar.
Entgegen der Tradition, die Braut dürfe nach der Hochzeit einen Monat nicht auf ihre Eltern treffen, statten Fengxia und Erxi den Xus bereits nach zehn Tagen einen Besuch ab. Fengxia ist bei den Städtern aufgrund ihrer Fürsorge und ihres Fleißes sehr angesehen, was ihre Eltern mit großem Stolz erfüllt.
Im Zuge der Kulturrevolution werden viele hochrangige Bürger verschleppt, gefoltert und umgebracht. Auch Chunsheng wird auf offener Straße verprügelt, sodass er nicht mehr aufstehen kann. Von Fugui will er sich aber nicht helfen lassen. Einen Monat später erscheint er bei den Xus. Da Jiazhen ihm nach wie vor den Eintritt in ihr Haus verbietet, unterhalten sich Chunsheng und Fugui auf dem Hof. Chunsheng erklärt, dass er nicht mehr leben wolle. Er ist fest entschlossen, Suizid zu begehen. Fugui erinnert ihn deshalb an seine Frau und sein Kind. Auch Jiazhen, die das Gespräch durch ihr Schlafzimmerfenster gehört hat, weist ihn darauf hin, dass er den Xus ein Menschenleben schulde und sich daher nicht das Leben nehmen dürfe. Auf dem Rückweg in die Stadt verspricht Chunsheng Fugui, weiterzuleben. Dieses Versprechen bricht er nach einem Monat. Vom Kreisvorsteher erfährt Fugui, dass Chunsheng sich erhängt hat.
Bei einem erneuten Besuch verkündet Erxi voller Stolz Fengxias Schwangerschaft. Zu viert feiern sie, lachen und weinen, da sie sich daran erinnern, dass Youqing, der von Fengxia großgezogen wurde und ihr daher besonders nah stand, das Glück nicht miterleben kann. Im Winter kommt das Kind zur Welt. Voller Aufregung und Vorfreude warten Erxi und Fugui im Krankenhaus, da die Geburt sich ungewöhnlich stark in die Länge zieht. Letztendlich fragt man Erxi, ob er seine Frau oder das Kind haben wolle. Ohne zu zögern entscheidet er sich für Fengxia. Diese überlebt die Geburt aber aufgrund zu hohen Blutverlustes nicht. Fugui stellt fest, dass seine beiden Kinder jeweils bei einer Geburt im selben Krankenhaus gestorben sind. Voller Trauer nehmen er und Erxi das Kind mit nach Hause und begraben Fengxia neben Youqing. Als Namen für ihren Sohn sucht Jiazhen Kugen, von leidvollem Ursprung, aus. Kaum ein Vierteljahr nach ihrer Tochter stirbt auch Jiazhen. Im Gegensatz zu ihren Kindern ist sie sich ihres nahenden Todes bewusst und stirbt friedlich im Schlaf, sie wird neben Youqing begraben. Mit ihren letzten Worten verabschiedet sie sich von ihrem Mann, bedankt sich und hofft, im nächsten Leben wieder seine Frau sein zu dürfen.

### Kulturrevolution II
Erxi, der über den Tod seiner geliebten Frau nicht hinwegkommt, kümmert sich mit Hilfe von Fugui rührend um Kugen. Er trägt ihn in einer Tasche immer bei sich, weil er nicht ohne ihn sein kann. Aus diesem Grund gibt er den Jungen auch nur selten in die Obhut seines Großvaters auf dem Dorf. Stattdessen besucht Fugui die beiden oft in der Stadt und bleibt für einige Tage bei ihnen. Der Junge wird Fengxia zunehmend ähnlicher, was Erxi und auch Fugui sehr bedrückt. Beim Verladen von Betonplatten wird Erxi von vier Betonplatten zerquetscht und stirbt im selben Krankenhaus wie seine Frau.
Daraufhin nimmt Fugui seinen Enkel mit in sein Haus auf dem Land. Zwar wird dieser von allen bemitleidet, jedoch versteht er in seinen jungen Jahren die Situation nicht und wartet auf seinen Vater. Sein Großvater erklärt ihm schließlich, dass Erxi nicht mehr zurückkehrt. Zusammen besuchen sie sein Grab, das sich neben dem von Fengxia befindet. Von nun an begleitet Kugen Fugui jeden Tag auf das Feld und unterstützt ihn bei seiner Arbeit. Die beiden träumen davon, sich einen Ochsen zu kaufen, wofür sie allerdings hart arbeiten müssen.
Eines morgens behauptet der nun fünfjährige Kugen, ihm sei schwindelig. Trotzdem begleitet er Fugui zur Arbeit. Nach einiger Zeit bringt dieser ihn nach Hause und stellt fest, dass der Junge hohes Fieber hat. Zur Genesung legt er das Kind in sein Bett, kocht ihm Reisbrei und pflückt ihm ein paar Saubohnen, die für die ärmlichen Verhältnisse eine Besonderheit sind. Fugui geht zurück auf das Feld, um seine Arbeit fertigzustellen. Als er abends nach Hause kommt, ist der Junge aufgrund der vielen Saubohnen erstickt.
Sich seines nahenden Todes sicher kauft Fugui zwei Jahre nach Kugens Ableben einen ebenfalls kurz vor dem Tod stehenden Ochsen und rettet diesen somit vor dem Schlachter. Er beschließt, den Ochsen Fugui zu nennen, da er eine Ähnlichkeit zwischen sich und dem Tier erkennt. Auch nach zehn gemeinsamen Jahren sind die beiden noch zusammen und arbeiten auf dem Feld.

### Gegenwart (Ende)
Fugui macht sich wieder an die Arbeit. Mensch und Ochse verlassen den Erzähler, welcher nun auch feststellt, dass sich die beiden alten Freunde ähneln. Fugui treibt den Ochsen immer wieder an, indem er ihm vorhält, was die anderen schon alles geschafft haben. Bei den anderen handelt es sich um Jiazhen, Fengxia, Youqing, Erxi und Kugen. Diese sind zwar nicht wirklich anwesend, treiben Fugui aber an, nicht aufzugeben und weiterzumachen.

## Verfilmung
Der Roman wurde 1994 unter der Regie von Zhang Yimou verfilmt. Im gleichnamigen Film verkörpert Ge You den Xu Fugui. Seine Frau Xu Jiazhen wird von Gong Li dargestellt. Der Regisseur und die Hauptdarsteller wurden mehrfach ausgezeichnet und außerdem 1995 bei den Golden Globes für einen Preis in der Kategorie Best Foreign Language Film nominiert.